# Белмонт (Мен)
Белмонт (англ. Belmont) — місто (англ. town) в США, в окрузі Волдо штату Мен. Населення — 976 осіб (2020).

## Демографія
Згідно з переписом 2010 року, у місті мешкали 942 особи в 405 домогосподарствах у складі 252 родин. Було 462 помешкання
Расовий склад населення:
| - 97,0 % — білих - 0,3 % — корінних американців - 0,3 % — азіатів - 0,2 % — чорних або афроамериканців |

До двох чи більше рас належало 1,3 %. Частка іспаномовних становила 0,8 % від усіх жителів.
За віковим діапазоном населення розподілялося таким чином: 20,8 % — особи молодші 18 років, 61,6 % — особи у віці 18—64 років, 17,6 % — особи у віці 65 років та старші. Медіана віку мешканця становила 44,8 року. На 100 осіб жіночої статі у місті припадало 90,7 чоловіків;  на 100 жінок у віці від 18 років та старших — 91,3 чоловіків також старших 18 років.
Середній дохід на одне домашнє господарство  становив 56 783 долари США (медіана — 43 750), а середній дохід на одну сім'ю — 65 625 доларів (медіана — 55 536). Медіана доходів становила 41 534 долари для чоловіків та 41 250 доларів для жінок. За межею бідності перебувало 10,0 % осіб, у тому числі 10,8 % дітей у віці до 18 років та 5,7 % осіб у віці 65 років та старших.
Цивільне працевлаштоване населення становило 448 осіб. Основні галузі зайнятості: освіта, охорона здоров'я та соціальна допомога — 18,3 %, будівництво — 18,1 %, роздрібна торгівля — 13,8 %, науковці, спеціалісти, менеджери — 10,7 %.